# Israel Keyes
Pour Ne doit pas être confondu avec Israel Reyes, voir Keyes.
Israel Keyes, né le 7 janvier 1978 à Richmond (Utah) et mort le 2 décembre 2012 à Anchorage (Alaska), est un tueur en série, braqueur, cambrioleur, pyromane, kidnappeur et délinquant sexuel américain. Il a assassiné au moins trois personnes, mais est soupçonné d'en avoir tué 17, à travers les États-Unis, entre 1996 et 2012,.
Dans l'attente de son procès, Keyes s'est suicidé en se tailladant les poignets et en se pendant. Les preuves laissées dans sa cellule de prison ont conduit le Federal Bureau of Investigation (FBI) à le soupçonner d'avoir assassiné au moins onze victimes au total : une lettre de suicide, des dessins de onze crânes, un dessin de Baphomet et une inscription « Corozal » sur le mur de la cellule (le tout écrit ou taché du sang de Keyes). Il a admis avoir commis des crimes violents dès 1996, avec l'agression sexuelle aggravée d'une adolescente dans l'Oregon, dans une série de crimes méticuleux à travers plusieurs États qui ont menés à sa capture en 2012,.

## Biographie
Israel Keyes est né le 7 janvier 1978 à Richmond, dans l'État de l'Utah. Il est le deuxième des dix enfants de Heidi Keyes née Hakansson et de John Jeffrey « Jeff » Keyes (4 octobre 1952 - 13 novembre 2002). Ses parents sont membres de l'Église fondamentaliste de Jésus-Christ des saints des derniers jours de Torrance, en Californie.
Jusqu'en 1983, Keyes et ses frères et sœurs sont scolarisés à domicile. Après avoir quitté l'Église fondamentaliste de Jésus-Christ des Saints des Derniers Jours, les Keyes déménagent sur un terrain isolé au nord de Colville (Washington). Isolée de la société, la famille vit dans une cabane, avec une seule pièce, sans électricité ni eau courante sur la route de Rock Creek Park.
À Colville, la famille assiste aux offices d'une église appelée The Ark, qui adhère à l'idéologie suprémaciste chrétienne identitaire. Keyes décrira plus tard l'Ark comme un environnement semblable à celui des Amish. Pendant cette période de fréquentation de l'Ark, la famille Keyes se lie d'amitié avec la famille voisine de Chevie Kehoe, qui sera plus tard condamnée pour un triple meurtre, en 1996.
La famille fréquente également la Christian Israel Covenant Church, qui enseigne l'israélisme britannique comme doctrine, que les Anglo-Saxons doivent régner sur les races perçues comme inférieures et qui, selon Keyes, aurait plus tard ressemblé à une milice. Pendant des années, certains des enfants Keyes sont forcés de dormir dans une tente en raison de la petite taille de leur cabane. Pour survivre, ils doivent chasser leur nourriture, couper du bois pour se chauffer et travailler dans les fermes locales pour subvenir aux besoins de la famille ; comme passe-temps, Keyes chasse « tout ce qui avait un battement de cœur » et admet librement avoir dépecé un cerf vivant devant ses camarades de l'église. En conséquence, Keyes est évité par les autres enfants qui fréquentent l'église Christian Israel Covenant Church, une fille racontant que la présence de Keyes lui donne « la chair de poule ».
En 1992, Keyes a pour passe-temps de tirer sur les maisons de ses voisins, avec son pistolet BB, allumer des feux de bois et pénétrer dans les maisons. Il s'introduit parfois dans les maisons avec un autre jeune, qui ne cessera de l'éviter après avoir vu Keyes tirer sur un animal. À une occasion, Keyes vole plusieurs armes à feu chez son voisin et sera forcé de s'excuser par ses parents, après qu'ils ont découvert la cache. À l'occasion, Keyes vend également les armes volées à des adultes de la région.
À cette époque, les parents de Keyes hébergent des amis personnels ; en présence de leur fils, de leur fille et de la sœur de Keyes, ce dernier attache un chat à un arbre à l'aide d'une corde de parachute et l'encorne avec un revolver de calibre 22. Le chat a alors commencé à tourner autour de l'arbre avant de s'y écraser et de vomir ; Keyes aurait ricané avant de noter que le garçon - qui a plus tard informé son père - avait vomi en réaction à l'incident. Keyes a une révélation et sent un fantasme à l'idée de faire peur aux autres. Après cette prise de conscience, il garde pour lui son comportement de plus en plus antisocial, se retirant socialement. En outre, la mère de Keyes commence à remarquer « des signes troublants » chez Keyes au cours de cette période, lorsqu'il s'est mis à écouter diverses « stations de radio et différents types de choses »,,.
Au milieu des années 1990, Keyes devient un charpentier qualifié et compétent, construisant sa première cabane en bois, en 1994, à l'âge de 16 ans. Il commence également à travailler pour un entrepreneur de Colville, de 1995 à 1997. C'est à cette époque que Keyes détient un journal depuis sa plus tendre enfance, dans lequel il consignait les écritures bibliques et les péchés quotidiens pour lesquels il éprouvait de la honte, comme le fait de convoiter sa petite amie. Peu après, la famille s'installe à Smyrna, dans le Maine, où elle recueille de la sève pour la production de sirop d'érable, dans une communauté majoritairement amish. En raison du zèle religieux de leur mère, les enfants Keyes sont obligés de fuir secrètement leurs parents pour aller voir des films avec des amis et n'ont pas le droit d'apprendre à jouer d'un instrument de musique, cela est « contre Dieu ». Au cours de cette période, Keyes renonce à son ancienne foi chrétienne,,.
À une occasion, Keyes déclarera son athéisme à ses parents - qu'il s'était efforcé de satisfaire sans relâche - après une intense dispute. Ses parents expulsent leur fils de leur résidence, l'excluant pour blasphème apparent ; ils ordonnent à ses jeunes frères et sœurs, qui l'admiraient, de ne plus jamais avoir de contact avec lui. Keyes développe alors un intérêt démesuré pour le satanisme et projette de commettre un meurtre ritualisé,,.

### Service militaire
Le 9 juillet 1998, à 20 ans, Keyes s'engage dans l'Armée américaine de l'État de New York, où il sert en tant que spécialiste dans la compagnie Alpha, 1er bataillon, 5e régiment d'infanterie. Il suit un cours préliminaire rigoureux d'un mois pour la formation des Rangers de l'armée américaine et est stationné à Fort Lewis et Fort Hood, où il passe un certain temps à l'étranger. Alors qu'il est en poste dans le Sinaï, Keyes se lie d'amitié avec plusieurs soldats, informant l'un d'entre eux qu'il aimerait « le tuer ».
À Fort Lewis, Keyes sert dans une équipe de mortiers au sein du 1er bataillon, 5e infanterie, 25e division d'infanterie. D'anciens amis de Keyes dans l'armée notent son comportement calme et son habitude de se tenir à l'écart. Les week-ends, il boit beaucoup, consommant des bouteilles entières de sa boisson préférée, le bourbon Wild Turkey. Keyes est également un fan du duo de hip-hop Insane Clown Posse et affiche des posters de ce groupe musical dans la caserne.
En février 2001, Keyes est arrêté pour conduite en état d'ivresse dans le comté de Thurston. En vertu d'un accord de plaidoyer, il est condamné à une amende de 350 dollars. Keyes reçoit une médaille d'honneur de l'armée pour son service méritoire en tant qu'artilleur et assistant artilleur, de décembre 1998 à juillet 2001. Keyes est ensuite rendu à la vie civile, avec les honneurs et s'est installé à Neah Bay, dans l'État de Washington,.

### Vie après l'armée
Après sa démobilisation, en juillet 2001, Keyes s'installe dans la communauté de la réserve Makah de Neah Bay, sur la péninsule olympique, avec sa petite amie amérindienne, avec laquelle naît une fille, le 31 octobre 2001.
En 2004, le couple se sépare, mais Keyes revient régulièrement voir sa fille, dont la mère a obtenu la garde. Après la séparation, Keyes refait sa vie avec Kimberley.
En mars 2007, Keyes s'établit à Anchorage, où il crée une entreprise de construction en Alaska, appelée Keyes Construction, tout en travaillant comme homme à tout faire, entrepreneur et ouvrier du bâtiment. Il y résidera jusqu'à son arrestation.

### Meurtre de Samantha Koenig
Dans la nuit du 1er février 2012, Keyes se rend dans un chalet d'Anchorage, dans lequel Samantha Koenig, 18 ans, travaille. Masqué, Keyes la braque puis l'enlève, avant de l'emmener dans sa cabane. Il l'enferme et tente de voler le téléphone de son petit-ami, Duane, mais échoue à son cambriolage car Duane se trouve dans la maison. Keyes revient alors chez lui. Il viole Samantha puis la tue par strangulation. Le lendemain matin, Keyes part en vacances avec sa fille. Sans nouvelles de Samantha, son père, James Koenig, et Duane signalent sa disparition. En visionnant les caméras de surveillance, les enquêteurs découvrent que la jeune fille a été enlevée, mais sans pourvoir identifier le ravisseur, qui était masqué.
Keyes revient à Anchorage, le 18 février 2012, après deux semaines de vacances. Il retourne voir le corps de Samantha et lui coud de faux yeux. Il fouille également dans les poubelles et trouve un journal datant du 13 février. Keyes prend une photo polaroid puis démembre le corps de Samantha, avant de la jeter dans un lac gelé. Il se sert des restes, trois jours durant, pour pêcher du poisson,.
Le 24 février 2012, Duane reçoit un message indiquant de se rendre au panneau de Conner park, avec pour commentaire suivant : « elle est si jolie ». Sur les lieux, sont découverts la photo de Samantha prise par Keyes et une demande de rançon. Une enquête pour enlèvement est alors ouverte.
Lorsque les enquêteurs déposent de l'argent sur le compte de Samantha, Keyes le retire, visage masqué, pour l'obtenir en espèces. Sa facilité à se déplacer d'une banque à une autre convainc les gendarmes qu'il habite dans le coin. Après plusieurs retraits à Anchorage, Keyes décide de retirer dans le Nevada, le Texas, le Nouveau-Mexique et l'Arizona. Au bout de quelques semaines, sa voiture est filmée par des cameras de surveillance et reconnue comme étant une Ford Focus blanche.

### Arrestation, incarcération et suicide
Le 13 mars 2012, à Lufkin, Keyes est surpris en roulant à vitesse excessive, après que les policiers aient ciblé le modèle de la voiture. Il est interpelé, mais affirme se rendre à un mariage. Les gendarmes ne prêtent pas attention aux déclarations du suspect, du fait de son accoutrement, et le placent en garde à vue. Dans le véhicule, sont découverts la carte bleue de Samantha, ainsi que les lunettes et le masque que portait Keyes lors des retraits. Il est placé en détention provisoire dans l'attente d'être extradé.
Le 30 mars 2012, Keyes est extrait à Anchorage. Après avoir nié les faits, Keyes reconnaît être à l'origine de l'enlèvement de Samantha, ainsi que de sa mort. Il raconte, ensuite, avoir démembré la jeune femme, avant de jeter son corps dans un lac gelé. Keyes est accusé de meurtre au premier degré et incarcéré à la prison d'Anchorage.
Le corps de Samantha Koenig est retrouvé, le 2 avril 2012, par des plongeurs,,,.
Longuement interrogé, Keyes affirme être un tueur en série « méthodique », s'étant déplacé dans un grand nombre d'États du pays. Au départ, il affirme avoir tué plus de 11 personnes, mais refuse de donner les noms de ses victimes. Il reconnaît cependant être à l'origine du meurtre de Bill et Lorraine Currier, dans la nuit du 8 juin 2011. Outre le meurtre des Currier, il donne des détails concernant d'autres crimes,,,.
Après que son nom ait fuité dans la presse, le 29 novembre 2012, Keyes affirme aux gendarmes son souhait de ne plus rien leur dire,.
Dans la matinée du 2 décembre 2012, Keyes est retrouvé mort, pendu dans sa cellule. Il s'est suicidé en nouant ses draps à son cou, après s'être tailladé les bras, à l'aide d'une lame de rasoir. Sur une table de la cellule, sont découverts 11 dessins de crânes, écrits avec son sang, accompagné d'un mot disant « nous ne faisons qu'un ». Les gendarmes sont convaincus qu'il puisse s'agir du nombre de victimes de Keyes, mais pensent tout de même qu'il ait pu tuer jusqu'à 17 personnes,,,,.

## Victimes confirmées
Au cours d'entretiens avec des agents du FBI et des fonctionnaires en Alaska, Keyes a directement admis avoir commis trois meurtres dont l'identité a été confirmée :
- William « Bill » Scott Currier, 49 ans, et Lorraine Simonne Currier, 55 ans, d'Essex, dans le Vermont. Keyes s'est introduit au domicile des Currier, dans la nuit du 8 juin 2011, et les a ligotés avant de les conduire dans une ferme abandonnée où il a abattu Bill avant d'agresser sexuellement et d'étrangler Lorraine. Leurs corps n'ont jamais été retrouvés. En 2009, Keyes avait caché un « kit de meurtre » près de la maison des Currier, qu'il a ensuite récupéré et utilisé lors du crime. Après les meurtres, il a déplacé la majeure partie du contenu du kit dans une nouvelle cachette à Parishville, où il est resté jusqu'à son arrestation[1],[11],[21],[22].

- Samantha Tessla Koenig, 18 ans, employée d'un café à Anchorage, en Alaska. Keyes a enlevé Koenig sur son lieu de travail, le 1er février 2012, a pris sa carte de débit et d'autres biens, l'a agressée sexuellement, puis l'a tuée le lendemain. Il a laissé son corps dans un abri de jardin et s'est rendu à La Nouvelle-Orléans, où il est parti pour une croisière de deux semaines avec sa famille dans le golfe du Mexique, qu'il avait réservée à l'avance. À son retour en Alaska, il a retiré le corps de Koenig de l'abri, a maquillé le visage du cadavre et lui a cousu les yeux avec du fil de pêche. Il a pris une photo d'un numéro du Anchorage Daily News datant de quatre jours à côté du corps, en faisant croire qu'elle était encore en vie[1],[11],[21],[22].

## Victimes supposées
Keyes a fait allusion à d'autres meurtres et/ou a été suspecté dans d'autres meurtres qui coïncidaient avec le lieu où il se trouvait ou qui correspondaient à son mode opératoire. Il n'a cependant pas été définitivement lié à ces crimes et l'identité de certaines des victimes est incertaine :
- Julie Marie Harris, 13 ans, médaillée de ski aux Jeux olympiques spéciaux, a disparu le 2 mars 1996, alors qu'elle attendait de se rendre à une église locale à Colville, dans l'État de Washington. Ses restes ont été retrouvés, le 26 avril 1997, dans une zone boisée à quelques kilomètres de là. La cause du décès n'a pas été déterminée. Harris était une double amputée dont les pieds prothétiques ont été retrouvés près de la rivière de Colville un mois après sa disparition. Keyes, alors âgé de 18 ans, vivait dans la région à l'époque et a été interrogé sur son cas après son arrestation, en 2012, mais il n'a ni confirmé ni nié l'avoir tuée[11].

- Cassandra « Cassie » Emerson, 12 ans, une autre jeune fille de la région de Colville, a été portée disparue après que les restes de sa mère, Marlene Kay Emerson, 29 ans, ont été découverts dans leur caravane incendiée, le 27 juin 1997. Les restes de Cassie ont été retrouvés en 1998, à environ treize kilomètres de son domicile. Keyes a admis que son premier acte d'incendie criminel avait été commis dans une caravane à Colville.
- Washington County Jane Doe, une victime immergée dans un lac à Neah Bay, dans l'État de Washington, entre juillet et octobre 2001. Un corps a été retrouvé, mais la mort a été jugée accidentelle[9].
- Eugene Hyatt et sa petit-amie, Kami Vollendroff, ont disparus le 21 novembre 2001, au Parc d'État de Boiler Bay, à Depoe Bay. Selon Keyes, l'homme a été battu à mort et la femme a été mortellement étranglée. Les deux victimes ont été enterrées[10],[23].
- Anita Scott a disparu le 20 février 2003, alors qu'elle quittait sa résidence de Sycamore Mills Road, en Pennsylvanie[24].
- Wendy Dehoop, a disparu le 22 avril 2005, vers 7 heures du matin, alors qu'elle dépose son mari au travail, à proximité du bloc de Green Acres Road, à Eugene, dans l'Oregon. Selon Keyes, elle aurait été jetée dans le lac Crescent, dans l'État de Washington. Keyes n'avait pas de casier judiciaire dans l'État de Washington, mais il avait été arrêté à deux reprises pour des infractions mineures au code de la route[10],[25].
- Randi Ann Malitz Gorenberg, 52 ans, a été enlevée le 23 mars 2007, sur le parking du centre commercial Boca Town Center. Dans l'heure qui a suivi, son corps, qui présentait deux blessures par balle mortelles, a été jeté à un autre endroit[26],[27].
- Nancy Bochicchio, 47 ans, et sa fille Joey Bochicchio-Hauser, 7 ans, ont été retrouvées mortellement abattues dans leur véhicule sur le parking du Boca Town Center Mall, le 12 décembre 2007[9],[27].
- Debra Feldman, 48 ans, une prostituée qui aurait eu des problèmes de toxicomanie, après avoir découvert que, peu avant son arrestation, il avait fréquemment recherché sur son ordinateur le cas de la disparue. Feldman a été vue pour la dernière fois à son appartement de Hackensack, dans le New Jersey, le 8 avril 2009. Son corps n'a jamais été retrouvé. Les agents fédéraux ont montré l'image de Feldman à Keyes, qui a alors « hésité, attendu », avant de se contenter de dire « Je ne veux pas parler d'elle pour l'instant ». On soupçonne Keyes de l'avoir enterrée près de Tupper Lake, dans l'État de New York[28],[29].
- Lewis County Jane Doe, une femme trouvée dans la région de Peterman Hill à Morton, Washington, le 7 avril 2011, par un automobiliste de passage[30].
- Keyes est soupçonné du meurtre de James « Jimmy » Lamar Tidwell Jr., 58 ans, électricien, a disparu à Mount Enterprise, le 15 février 2012. Il a été vu pour la dernière fois à 5h30 du matin ce jour-là, après avoir terminé son travail de nuit. Lors d'un braquage de banque à Azle, le lendemain, le coupable - que l'on pense être Keyes - portait un casque blanc semblable à celui de Tidwell. Les cheveux de Tidwell ressemblaient également à une perruque brune portée par Keyes lors du braquage. Lors de son interrogatoire, Keyes a déclaré que sa « perruque » était des cheveux humains. Lorsqu'on lui a demandé où il s'était procuré ces cheveux, Keyes a refusé de s'étendre sur le sujet mais a déclaré : « Il n'est pas nécessaire d'acheter de vrais cheveux pour avoir de vrais cheveux »[9],[31].

## Victimes survivantes

### Agression sur la rivière Deschutes
Au cours de l'été 1997 ou 1998, Keyes a commis une agression sexuelle sur une adolescente qui descendait la Deschutes River, avec ses amis, à Maupin. Bien qu'il ne s'agisse pas de sa première agression sexuelle, Keyes a admis qu'il l'avait traquée depuis un arbre avant de l'agresser sexuellement de manière très violente sous la menace d'un couteau, alors qu'elle avait entre 14 et 18 ans selon ses estimations. Prévoyant à l'origine de l'assassiner dans le cadre d'un rituel satanique, Keyes l'a laissée partir dans le tube de rivière où il l'avait enlevée. « J'étais trop timide. Je n'étais pas assez violent », a-t-il déclaré aux enquêteurs. « J'ai pris la décision de ne plus jamais laisser cela se reproduire ».

### Enlèvement d'une femme à Boca Town Center
Le 7 août 2007, une femme non identifiée qui a déclaré avoir été enlevée avec son fils en bas âge sur le parking du centre commercial de Boca Town Center. Bien que le ravisseur porte un masque et des lunettes de soleil, la victime a aperçu son visage et l'a décrit comme un homme de grande taille, de corpulence athlétique et aux cheveux longs, ce qui correspond généralement à la description de Keyes. Cette femme a été libérée indemne après que l'agresseur l'a forcée à retirer de l'argent à un distributeur automatique de billets.